# Cheirostylis sherriffii
Cheirostylis sherriffii là một loài thực vật có hoa trong họ Lan. Loài này được N.Pearce & P.J.Cribb mô tả khoa học đầu tiên năm 1999.